# Woodbury (Minnesota)
Woodbury è un comune degli Stati Uniti d'America, situato in Minnesota, nella contea di Washington.